# Sidi Boushaki
Sidi Boushaki oder Ibrahim Ibn Faïd Ez-Zaouaoui (* 1394; † 1453) war ein islamischer Theologe der malikitischen Rechtsschule, der nahe der Stadt Thénia, 54 km östlich von Algier, geboren wurde. Er wuchs in einem sehr spirituellen Umfeld mit hohen islamischen Werten und Ethik auf.

## Leben
Sidi Boushaki Ez-Zaouaoui wurde 1394 in Aïth Aïcha in Tizi Naïth Aïcha im Khechna-Massiv, einer Erweiterung von Djurdjura, geboren.
Er begann sein Studium 1398 im Dorf Soumâa (Thala Oufella) in Thénia, bevor er 1404 sehr jung nach Bejaia ging, um sein Studium fortzusetzen. Dort studierte er als Schüler bei Ali Menguelleti, einem anerkannten Theologen aus der Kabylei, den Koran und das Maliki-Fiqh.
Bejaia war zu Beginn des 15. Jahrhunderts ein religiöses Zentrum und ein Ort des Einflusses des Sufismus.
Sidi Boushaki ging im Jahr 1415 nach Tunis, wo er seine Kenntnisse von Maliki-Madhhab vertiefte. Dort studierte er den Tafsir des Korans bei dem Richter Abu Abdallah Al Kalchani und erhielt das Maliki-Fiqh von Yaakub Ez-Zaghbi.
Sidi Boushaki war Schüler von Abdelwahed Al Fariani in den Grundlagen des Islams.
Er kehrte 1420 in die Berge von Bejaia zurück, wo er bei Abd El Aali Ibn Ferradj das Arabische vertiefte.
Sidi Boushaki ging 1423 nach Konstantin, wo er viele Jahre lebte, und erhielt die Belehrungen im muslimischen Glauben (Aslain) und der Logik in „Abu Zeid Abderrahmane“ mit dem Spitznamen „El Bez“.
Er studierte Prosa, Verse, Fiqh und die meisten theologischen Wissenschaften der Zeit in Ibn Marzuq El Hafid (1365–1439), dem Maghreb- und Tlemcen-Gelehrten, der Konstantin besucht hatte, um sein Wissen zu predigen, nicht zu verwechseln mit seinem Vater Ibn Marzuq El Khatib (1310–1379).
Er kam nach Mekka, um zu pilgern und zu studieren.
Er starb 1453 und wurde in den Thenia-Bergen in seinem Stamm der Kabylei beigesetzt.